# Dorchester, New Hampshire
Dorchester är en kommun (town) i Grafton County i delstaten New Hampshire, USA med 355 invånare (2010). 